# Dan Cloutier
Daniel "Dan" Cloutier, född 22 april 1976, är en kanadensisk före detta professionell ishockeymålvakt som tillbringade tio säsonger i den nordamerikanska ishockeyligan National Hockey League (NHL), där han spelade för ishockeyorganisationerna New York Rangers, Tampa Bay Lightning, Vancouver Canucks och Los Angeles Kings. Han släppte in i genomsnitt 2,77 mål per match och hade en räddningsprocent på .899 samt 15 SO (inte släppt in ett mål under en match) på 351 grundspelsmatcher.
Han draftades i första rundan i 1994 års draft av New York Rangers som 26:e spelare totalt.
Han är sedan 2012 målvaktskonsult åt Vancouver Canucks och deras primära samarbetspartner Chicago Wolves i AHL. Innan dess så var han målvaktstränare åt Barrie Colts i OHL.